# Bad Wünnenberg
Bad Wünnenberg (pronunciación en alemán: /baːt ˈvʏnənbɛʁk/ⓘ) es un municipio situado en el distrito de Paderborn, en el estado federado de Renania del Norte-Westfalia (Alemania), con una población a finales de 2016 de unos 12 200 habitantes.
Se encuentra ubicado al este del estado, en la región de Detmold, en el bosque Teutónico, cerca de la orilla del río Lippe y a poca distancia al norte de la frontera con el estado de Hesse.